# تاباكولو جرذوني
تاباكولو جرذوني (الاسم العلمي:Scytalopus speluncae) (بالإنجليزية: Mouse-coloured Tapaculo)‏ هو نوع من الطيور يتبع جنس التاباكولو من فصيلة التاباكولات.